# Red Sucker Lake 1976
Red Sucker Lake1976 är ett reservat i Kanada.   Det ligger i provinsen Manitoba, i den sydöstra delen av landet, 1 600 km nordväst om huvudstaden Ottawa.
Runt Red Sucker Lake1976 är det tätbefolkat, med 331 invånare per kvadratkilometer.